# Kurt Rudolf Fischer
Kurt Rudolf Fischer (* 26. Februar 1922 in Wien; † 22. März 2014 in Lancaster, Pennsylvania) war ein österreichischer Philosoph. Nachdem er 1938 nach Brünn und 1940 nach Shanghai emigriert war, wanderte er 1949 in die USA ein und kehrte 1979 in seine Geburtsstadt Wien zurück.

## Leben
Fischer besuchte in Wien das Realgymnasium. Nach dem Anschluss Österreichs floh er als 16-Jähriger zu Verwandten nach Brünn in die Tschechoslowakei. Als auch hier die deutschen Truppen einmarschierten, gelang es ihm und seinen nachgekommenen Eltern gerade noch ein Ausreisevisum nach Shanghai zu bekommen, einem der letzten Zufluchtsorte, die zu dieser Zeit noch jüdische Flüchtlinge aufnahmen. Er schlug sich dort mit allerlei Jobs als Übersetzer, Nachtwächter und Boxer durch – in diesen Jahren wurde er chinesischer Boxmeister. Zu seinen Freunden in Shanghai gehörte Leo Roth.
Nach dem Zweiten Weltkrieg nahm er an der St. John’s University in Shanghai sein Studium auf. Aufgrund seiner guten Studienleistungen bekam er 1949 die Einreisebewilligung in die USA, wo er an der University of California, Berkeley das Studium der Philosophie aufnahm und 1964 mit dem PhD abschloss. Hier freundete er sich mit dem zwei Jahre jüngeren direkt aus Österreich nach Berkeley gekommenen Philosophen Paul Feyerabend an. 1967 bis 1980 war er Professor an der Millersville University of Pennsylvania, Pennsylvania, von 1979 bis 2008 war er Honorarprofessor an der Universität Wien. 2000 nahm er die Franz-Rosenzweig-Gastprofessur an der Universität Kassel wahr. Ein Schüler Fischers ist der österreichische Philosoph Volker Zotz, der darauf im Vorwort seiner Dissertationsschrift dankbar hinweist. Am 22. März 2014 verstarb Fischer im Alter von 92 Jahren nach langer Krankheit in einem Pflegeheim in den USA.

## Ehrungen
- 2000 Goldenes Ehrenzeichen für Verdienste um das Land Wien
- 2002 Österreichisches Ehrenkreuz für Wissenschaft und Kunst I. Klasse

## Schriften
- Contemporary European Philosophers (1963), Berkeley, 2. Aufl. 1968, 3. Aufl. 1972
- Franz Brentano's Philosophy of "Evidenz", Berkeley 1964
- Nietzsche und das 20. Jahrhundert. Existentialismus, Nationalsozialismus, Psychoanalyse, Wiener Kreis, Wien 1986
- Philosophie aus Wien. Aufsätze zur analytischen und zur österreichischen Philosophie, zu den Weltanschauungen des Wiener Fin-de-Siècle und Biographisches aus Berkeley, Shanghai und Wien, Wien-Salzburg 1991
- Österreichische Philosophie von Brentano bis Wittgenstein. Ein Lesebuch. UTB 2086, Wien 1999
- "Jugendjahre und Flucht nach Shanghai", in: Wolfdietrich Schmied-Kowarzik (Hrsg.): Auseinandersetzungen mit dem zerstörten jüdischen Erbe. Franz-Rosenzweig-Gastvorlesungen (1999-2005), Kassel 2004. ISBN 3-89958-044-3
- Stanley Cavell, Nach der Philosophie. Essays. Zweite, erweiterte und überarbeitete Auflage. Mit einer neuen Einleitung herausgegeben von Ludwig Nagl und Kurt Rudolf Fischer, Berlin: Akademie Verlag, 2001, ISBN 3-05-003421-1. (Erste Auflage: Nach der Philosophie. Essays von Stanley Cavell. Mit einem Interview des Autors und einem Rezensionsanhang. Herausgegeben von Kurt Rudolf Fischer und Ludwig Nagl, Wien 1987.)

## Einzelbelege
1. ↑  Volker Zotz: Zur Rezeption, Interpretation und Kritik des Buddhismus im deutschen Sprachraum vom Fin-de-Siècle bis 1930: historische Skizze und Hauptmotive. Wien, Univ., Diss., 1986, S. III
2. ↑  Philosoph Kurt Rudolf Fischer gestorben. In: derStandard.at. 27. März 2014, abgerufen am 12. Dezember 2017.

| Personendaten    | Personendaten              |
| ---------------- | -------------------------- |
| NAME             | Fischer, Kurt Rudolf       |
| KURZBESCHREIBUNG | österreichischer Philosoph |
| GEBURTSDATUM     | 26. Februar 1922           |
| GEBURTSORT       | Wien                       |
| STERBEDATUM      | 22. März 2014              |
| STERBEORT        | Lancaster, Pennsylvania    |